# Zowreti
Zowreti – wieś w Gruzji, w regionie Imeretia, w gminie Zestaponi. W 2014 roku liczyła 1513 mieszkańców.